# 安德烈·林德
安德烈·德米特里耶維奇·林德（俄语：Андре́й Дми́триевич Ли́нде，羅馬化：Andrei Dmitriyevich Linde，1948年3月2日—）是一名俄裔美國理論物理學家，史丹佛大學哈拉爾·特拉普·弗里斯物理學教授。
林德是膨脹宇宙理論以及永恆膨脹和膨脹多重宇宙論的主要作者之一。他在莫斯科國立大學獲得學士學位。1975年，林德獲得莫斯科列別捷夫物理研究所的博士學位。他自1989年起在歐洲核子研究組織工作，1990年移居美國，在史丹佛大學擔任物理學教授。在他因研究宇宙暴脹而獲得的各種獎項中，2002年，他與麻省理工學院的阿蘭·古斯和普林斯頓大學的保羅·斯泰恩哈特一起被授予狄拉克獎。2004年，他與阿蘭·古斯一起獲得格魯伯宇宙學獎，以表彰他對宇宙暴脹的發展。2012年，他與阿蘭·古斯一起成為基礎物理學突破獎的首屆獲獎者。 2014年，他與阿蘭·古斯和阿列克謝·斯塔羅賓斯基一起獲得卡夫里天體物理學獎，以表彰其對宇宙膨脹理論的開拓。2018年，他獲得加莫夫獎。

## 外部連結
- 安德烈·林德 （页面存档备份，存于）在史丹佛大學的個人網頁
- 安德烈·林德 （页面存档备份，存于）在INSPIRE-HEP的資料
- 由Google学术搜索索引的安德烈·林德出版物
- 安德烈·林德接受《有權利的意見》的廣播採訪 （页面存档备份，存于）
- Linde, Andrei (2004) "Inflation, Quantum Cosmology and the Anthropic Principle （页面存档备份，存于）" in John Barrow, Paul C W Davies, and C L Harper, eds., Science and Ultimate Reality: From Quantum to Cosmos, a volume honoring John A. Wheeler's 90th birthday. Cambridge University Press.
- Slack, Gordy (1998) "Faith in the Universe: Conversations with cosmologists," California Wild 51(3)